# Astragalus saurinus
Astragalus saurinus är en ärtväxtart som beskrevs av Rupert Charles Barneby. Astragalus saurinus ingår i släktet vedlar, och familjen ärtväxter. Inga underarter finns listade i Catalogue of Life.